# Volume 10: I Heart Disco
Volume 10: I Heart Discoe is de tiende Desert Sessions-mini-lp van het project van Josh Homme. 

## Tracklist en sessiemuzikanten

### Kant A
A:1. "Powdered Wig Machine" – 2:40
- Computer [Pro Tools] – Catching
- Drum – Sir Josh Freeze
- Gitaar – Dean Ween
- Zang – PJ

A:2. "In My Head...Or Something" - 4:41
- Basgitaar – Freeze
- Drum – Poshua H.
- Gitaar, zang – Alain
- Piano – Deaner

A:3. ""Holey Dime"" - 3:34
- Basgitaar – Twiggy
- Drum – Joey Castillo
- Gitaar – Alain Johannes
- Zang – PJ Harvey

### Kant B
B:1. "A Girl Like Me" - 3:10
- Basgitaar – Twiggy
- Drum – J Ho The Circus Monkey
- Gitaar – Dave Catching
- Gitaar – Goss
- Zang – PJ

B:2. "Creosote" - 2:34
- Drum – Freeze
- Gitaar – Dean
- Gitaar – Al

B:3. "Subcutaneous Phat" - 3:49
- Basgitaar – J Ho
- Drum – Joey C
- Gitaar – Dave Catching
- Gitaar – Dean Ween

## Sessiemuzikanten
- Joshua Homme
- PJ Harvey
- Alain Johannes
- Chris Goss
- Troy Van Leeuwen
- Joey Castillo
- Dean Ween
- Josh Freese
- Jeordie White (Twiggy)
- Brian O'Connor
- Dave Catching